# Azul mordente 31
Azul mordente 31 ou azul magracrom R é o composto orgânico, corante azo-composto, de fórmula C16H9N2Na3O12S3 e massa  molecular 586,42. Classificado com o número CAS 3270-25-5, C.I. 16675 e CBNumber CB4874645. É solúvel em água e etanol. Em ácido sulfúrico concentrado produz solução púrpura, que com diluição com água torna-se azul brilhante e rósea.

## Obtenção
É obtido pela diazotação do ácido 3-amino-4-hidroxibenzenossulfônico e copulação com ácido 4,5-diidroxinaftaleno-2,7-dissulfônico.

## Usos
Pode ser usado como reagente fluorométrico para alumínio, gálio e escândio.